# Wispa
Wispa (укр. Віспа) — бренд шоколадних батончиків компанії Cadbury, популярний по всьому світу. З'явився в 1981 році й був знятий з виробництва у 2003 році через низькийпопит. У 2007 році випуск відновився у Великій Британії. Продавався і рекламувався, серед іншого, в 1990-х роках і в СРСР.

## Види батончика

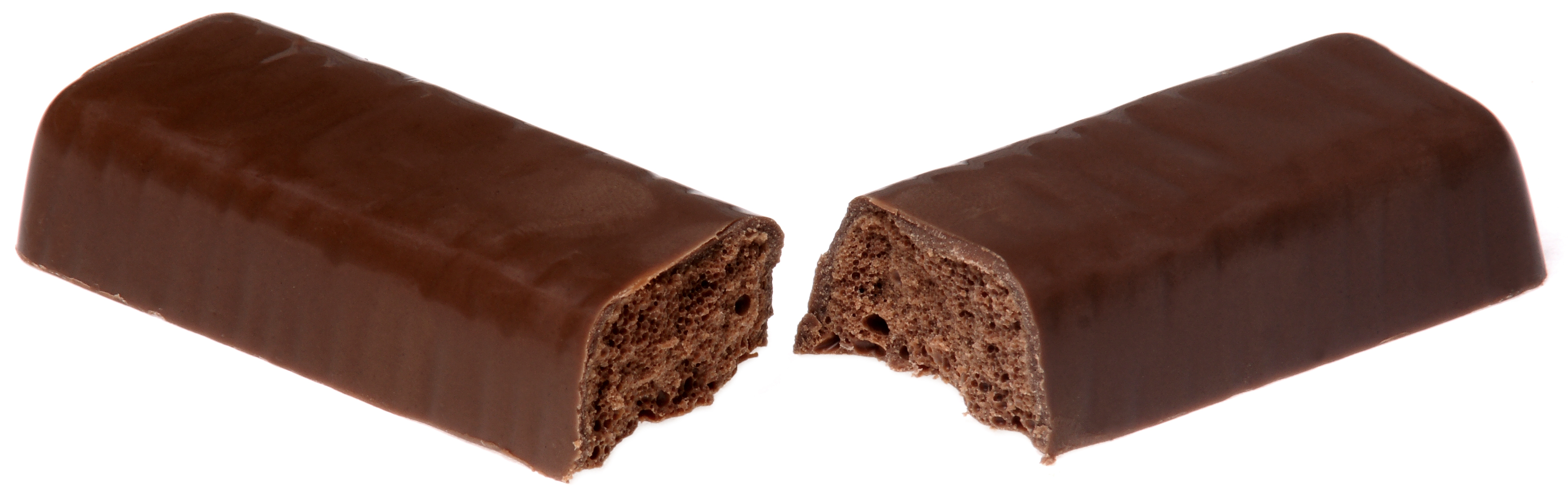
Батончик у розрізі

У країнах колишнього СРСР Wispa продавалася в 1990-х роках у вигляді батончиків, плиток шоколаду. Види Wispa:
- Wispa — найпопулярніший вид, шоколадний батончик (пористий шоколад у шоколадній глазурі);
- Wispa Bar — плитка шоколаду з різними начинками (наприклад, пористий шоколад і білий, а також була начинка «Горіх»);
- Wispa Фундук — шоколадний батончик з фундуком;
- Wispa Mint — комбінування з освіжаючим, оригінальним м'ятним прошарком;
- Wispa Gold — ніжний молочний шоколад з великою кількістю тягучою карамелі;
- Wispaccino — яскравий кавовий наповнювач;
- Wispa Bite — поєднання бісквіта із солодкою карамеллю[1]